# 107
107（百七、ひゃくなな）は自然数、また整数において、106の次で108の前の数である。

## 性質
- 107は28番目の素数であり、1つ前は103、次は109。
  - 約数の和は108。
  - 2番目の完全数番目の素数である。1つ前は13、次は3541。(オンライン整数列大辞典の数列 A168117)
- 8番目の安全素数である。1つ前は83、次は167。
- 107と109は10番目に小さな双子素数である。1つ前は(101,103)、次は(137,139)
  - また(101, 103, 107, 109)は四つ子素数。1つ前は(11, 13, 17, 19)、次は(191, 193, 197, 199)
- 107 = 107 + 0 × ω (ωは1の虚立方根)
  - a + 0 × ω (a > 0) で表される15番目のアイゼンシュタイン素数である。1つ前は101、次は113。
- 107 = 107 + 0 × i (iは虚数単位)
  - a + 0 × i (a > 0) で表される15番目のガウス素数である。1つ前は103、次は127。
  - ガウス素数かつアイゼンシュタイン素数である7番目の素数。1つ前は83、次は131。
- p = 107 のときの 2p − 1 で表される 2107 − 1 は11番目のメルセンヌ素数である。1つ前は89、次は127。
2107 − 1 = 162259276829213363391578010288127
- 10進数表記において桁を逆に並べても素数となる9番目のエマープである。(107 ←→ 701) 1つ前は97、次は113。
- 8番目の 8n + 3 型の素数であり、この類の素数は x2 + 2y2 と表せるが、107 = 32 + 2 × 72 である。1つ前は83、次は131。
- 10…07 の形の最小の素数である。次は10007。ただし挟まれた数は無くてもいいとすると最小は17。(オンライン整数列大辞典の数列 A159031)
- 107 = 100 × 1 + 7
  - 100n + 7 の形で表せる2番目の素数である。1つ前は7、次は307。(オンライン整数列大辞典の数列 A166547)
    - 末尾の2桁が07の最小の素数である。次は307。ただし先頭の0はなくてもいいとすると最小は7。
- 1/107 =0.00934579439252336448598130841121495327102803738317757… (下線部は循環節で長さは53)
  - 逆数が循環小数になる数で循環節が53になる最小の数である。次は214。
  - 循環節が n になる最小の数である。1つ前の52は521、次の54は1701。(オンライン整数列大辞典の数列 A003060)
- 各位の和が8になる10番目の数である。1つ前は80、次は116。
  - 各位の和が8になる数で素数になる4番目の数である。1つ前は71、次は233。(オンライン整数列大辞典の数列 A062343)
- 107 = 12 + 52 + 92 = 32 + 72 + 72
  - 3つの平方数の和2通りで表せる19番目の数である。1つ前は105、次は108。(オンライン整数列大辞典の数列 A025322)
  - 107 = 12 + 52 + 92
    - 異なる3つの平方数の和1通りで表せる31番目の数である。1つ前は106、次は109。(オンライン整数列大辞典の数列 A025339)
    - n = 2 のときの 1n + 5n + 9n の値とみたとき1つ前は15、次は855。(オンライン整数列大辞典の数列 A074519)
- 107 = 23 + 23 + 33 + 43
  - 4つの正の数の立方数の和で表せる21番目の数である。1つ前は100、次は108。(オンライン整数列大辞典の数列 A003327)

## その他 107 に関すること
- 原子番号 107 の元素はボーリウム（Bh）である。
- JR東日本107系電車は、JR東日本が製造した通勤形直流電車。
- 日本の3桁電話番号107は、2004年まで新幹線呼び出し番号に割り当てられていた。
- 107%ルールはF1のルールの一つ。
- 巡視船宗谷の船番号はPL107である。
- 民法第107条は、復代理人の地位と権限について規定している。
- 刑法第107条は、多衆不解散罪を規定する。
- 西暦107年
- 第107代天皇は後陽成天皇。
- 第107代ローマ教皇はヨハネス8世（在位：872年12月14日～882年12月16日）。
- クルアーンにおける第107番目のスーラは慈善である。
- 107 × 10−2 = 1.07 は 21/10 の近似値である。(オンライン整数列大辞典の数列 A010772)
  - この利率の複利で預金すると10年で預けた金額が2倍になる。